# Serge Poliakoff
Serge Poliakoff (oroszul: Серж Поляков; Moszkva, 1906. január 8. — Párizs, 1969. október 12.) kirgiz származású orosz festő, aki Párizsban alkotott absztrakt stílusban, s a Párizsi iskolához tartozott.

## Életpályája
Tizennégy gyermekes kirgiz család tizenharmadik gyermekeként született. Kiváló zenei tehetsége volt, tökéletesen játszott gitáron, de a festészet még jobban vonzotta, festészeti tanulmányait Moszkvában kezdte. 1917 után Tbiliszin, Grúzián, Konstantinápolyon, Szófián, Belgrádon, Bécsen és Berlinen keresztül 1923-ban eljutott Párizsba. 1929-től Párizsban, 1935-37 közt Londonban (Slade School) folytatott képzőművészeti tanulmányokat. Kezdetben a zenélés segített megélhetési gondjain. Végül Párizsban telepedett le, ott élt haláláig.
A párizsi  festőkkel barátságot kötött, főleg az orosz Kandinszkijjal és Robert Delaunay francia festővel. Nagy hatással volt művészetére Otto Freundlich (1878-1943) német absztrakt festő. Poliakoff először hagyományos stílusban festett, majd 1935-től absztrakt stílusban egészen egyéni módon, az elméleti megfontolásokat ismerte, de azok nem befolyásolták, hagyta érvényesülni spontán, ösztönös impulzusokhoz igazodó képalkotói eljárását. Kompozícióin gyakoriak a geometrikus elemek, de nem tartozott a geometrikus absztrakció körébe. Az 1940-es években szürke-barna tartományban festett, az 1950-es években kiszínesedett színskálája, s kitűnően bánt a kontraszt-hatásokkal, később a monokróm festésre tért át, hogy jobban kiemelje a formákat. Festmény-sorozatait Összetétel, Kompozíciók, Absztrakt Kompozíciók címen adta közre a színek illetőleg a színkontrasztok megjelölésével.
1938-ban lett kiállító művész, 1947-től számos egyéni kiállítása volt. Az 1950-es és az 1960-as években jeles európai és amerikai múzeumok mutatták be alkotásait. Részt vett a documenta II (1959), valamint a documenta III (1964) kiállításain Kasselben. 1962-ben megkapta a francia állampolgárságot, ekkor kapott kiállítási területet a Velencei Biennálén. A műfajt illetően sokoldalú művész volt, festményeket, grafikákat és könyvillusztrációkat készített. Számos művét őrzik a müncheni modern képtárban (Pinakothek der Moderne). 1969-ben érte a halál Párizsban.

## Fontosabb kiállításai

### Életében
- 1945 •  Galerie l'Esquisse, Párizs, Franciaország
- 1952 •  Circle and square gallery, New York, USA
- 1954 •  Gallery of Mirrors, Köln, Németország
- 1958 •  Műcsarnok, Bázel, Svájc
- 1964 •  Galerie de France, Párizs, Franciaország
- 1968 •  Lefebre Galéria, New York

### Posztumusz
- 1972 •  Museum der Schönen Kunst, Koppenhága, Dánia
- 1974 •  Galerie Jiyugaoka, Tokió, Japán
- 1981 •  Galerie Louis Carré, Párizs
- 1988 •  The Seibu Museum of Art, Tokió
- 1991-92 • Galeri-Melki, Marbella, Spanyolország[1]
- 1996 •  Fondation Dina Vierny, Musée Maillol, Párizs[2]